# Grand Delta Conseils
Pour les articles homonymes, voir GDC.
Grand Delta Conseils (GDC) est la Chambre Professionnelle des Conseils en entreprise de la région PACA (Provence-Alpes-Côte d'Azur), en France
Elle a pour vocation : 
- pour ses adhérents : d'être un lieu d'échanges de bonnes pratiques, de professionnalisation des consultants et de rencontres conviviales, de proposer des services (formation, développement personnel, assurance RC "groupe"...)
- pour les entreprises : de proposer un vaste choix de consultants correspondant à toutes les préoccupations d'un chef d'entreprise,
- pour les institutions locales et régionales : d'être un interlocuteur représentatif d'une filière, de se positionner en tant qu'acteur du développement économique régional et de défendre les intérêts de la profession

Membre de l'UFARCO (Union fédérale des associations régionales de consultants)